# بافه (ریاضیات)
در ریاضیات، بافه (به انگلیسی: Sheaf) ابزاری برای ردگیری سازمان‌یافته‌ی اطلاعات موضعی تعریف شده و الصاق شده به مجموعه های باز یک فضای توپولوژیکی است. این داده ها را می توان به مجموعه های باز کوچکتری تحدید کرد، و داده های مربوط به یک مجموعه باز معادل کل گردایه داده‌های سازگار مربوط به مجموعه های باز کوچکتری است که مجموعه قبلی را می پوشانند. به عنوان مثال، چنین داده هایی می تواند شامل حلقه توابع پیوسته یا حقیقی-مقدار همواری باشد که روی هر مجموعه باز تعریف شده است. طراحی بافه ها به گونه ای است که اشیائی کلی و مجرد باشند، به گونه ای که تعریف صحیحشان تکنیکی و فنی می شود. آن ها را می توان به طرق مختلفی تعریف کرد، به عنوان مثال، بسته به این که بافه مورد نظر اطلاعات مجموعه ها را در خود نهفته باشد یا حلقه‌ها، تعریف متفاوتی می تواند داشته باشد. 
همچنین نگاشت هایی (یا ریخت هایی) از یک بافه به دیگری می توان تعریف کرد، لذا بافه ها (بافه هایی از نوع خاص، مثلا بافه گروه های آبلی) به همراه ریخت هایشان تشکیل یک رسته می دهند. از سوی دیگر، به هر نگاشت پیوسته هم یک فانکتور تصویر مستقیم نظیر می شود که هر بافه و ریخت هایش را در دامنه به بافه ها و ریخت های متناظر در هم‌دامنه نظیر می کند، و هم یک فانکتور تصویر معکوس که در جهت مخالف عمل می کند. چنین فانکتور ها و انواع مشابه آن بخش مهمی را در نظریه بافه‌ها اشغال می کنند. 
بافه ها به دلیل طبیعت عمومی و تنوعشان کاربردهای متعددی در توپولوژی و به‌خصوص هندسه جبری و دیفرانسیل پیدا کرده اند. اول این که ساختار های هندسی چون منیفلد دیفرانسیل یا یک اسکیم را می توان بر حسب یک بافه از حلقه ها روی آن فضا تعریف کرد. در چنین بسترهایی، سازه‌های هندسی متعددی چون کلاف های برداری یا مقسوم‌علیه ها (مفهومی مربوط به هندسه جبری) را می توان به طور طبیعی بر حسب بافه ها تعریف کرد. دوم این که بافه‌ها چارچوبی برای نظریات کوهمولوژی بسیار عام‌تر فراهم می‌کنند، چنین نظریه عامی شامل نظریات کوهمولوژی "معمولی" مثل کوهمولوژی تکین هم می شود. به‌خصوص کوهمولوژی بافه در هندسه جبری و نظریه منیفلدهای مختلط، ارتباط مستحکمی بین خواص توپولوژیکی و هندسی فضاها ایجاد می کند. بافه‌ها همچنین پایه ای برای نظریه D-مدول‌ها فراهم می آورد که در نظریه معادلات دیفرانسیل کاربرد دارد. به علاوه، تعمیم بافه ها به چیدمان‌هایی فراتر از فضاهای توپولوژیکی، چون توپولوژی گروتندیک، کاربردهایی را در منطق ریاضی و نظریه اعداد ارائه داده است. 

## تعریف
فرض کنید فضای توپولوژیک {\displaystyle X} و یک رسته {\displaystyle C} داده شده‌است. در این حال، می‌توان رسته زیر مجموعه‌های باز {\displaystyle X} را این‌گونه تعریف کرد که عبارت است از رسته‌ای که آن را {\displaystyle O(X)} می‌نامیم و اشیا آن زیرمجموعه‌های باز {\displaystyle X} و ریخت‌های این رسته نگاشتهای شمول در میان مجموعه‌های باز هستند. به زبان دیگر اگر {\displaystyle U} و {\displaystyle V} دو زیرمجموعه باز {\displaystyle X} باشند و {\displaystyle V\subseteq U}، آنگاه یک ریخت در {\displaystyle O(X)} عبارت است از یک نگاشت یک به یک
{\displaystyle V\hookrightarrow U}. یک پیش بافه روی {\displaystyle X} با مقادیر در {\displaystyle C} عبارت است از یک عملگر پادجهت {\displaystyle F} از رسته {\displaystyle O(X)} به رسته {\displaystyle C}. به سخن دیگر، یک پیش بافه معادل است با:
۱. برای هر زیرمجموعه باز {\displaystyle U\subseteq X} یک شی {\displaystyle F(U)} در رسته {\displaystyle C}.
۲. برای هر شمول {\displaystyle V\subseteq U} یک ریخت {\displaystyle res_{V,U}:F(U)\to F(V)} به نام نگاشت تحدید به گونه‌ای که:
- برای هر مجموعه باز {\displaystyle U\subseteq X} نگاشت {\displaystyle res_{U,U}:F(U)\to F(U)} برابر با نگاشت همانی {\displaystyle id_{F(U)}} است.
- برای هر سه زیرمجموعه باز با رابطه {\displaystyle W\subseteq V\subseteq U}، داشته باشیم:{\displaystyle res_{W,V}\circ res_{V,U}=res_{W,U}}.

رسته {\displaystyle C} معمولاً یکی از رسته‌های مجموعه‌ها، گروه‌های آبلی یا حلقه‌ها است و نگاشت‌های {\displaystyle res_{V,U}} نیز به ترتیب تابع‌ها، همریختی‌های گروهی یا همریختی‌های حلقه‌ای هستند.
اگر {\displaystyle F} یک پیش بافه روی {\displaystyle X} باشد، منظور از یک مقطع {\displaystyle F} روی
{\displaystyle U}، یک عضو {\displaystyle s\in F(U)} می‌باشد. همچنین اگر {\displaystyle s\in F(U)} یک مقطع روی {\displaystyle U} باشد، برای آسانی نوشتار از نویسه {\displaystyle s|_{V}} به جای
{\displaystyle res_{V,U}(s)} بهره می‌گیریم.
اکنون ابزارهای لازم برای تعریف بافه را در دست داریم:
تعریف (بافه): یک بافه {\displaystyle F} روی فضای توپولوژیک {\displaystyle X} عبارت است از یک پیش بافه روی {\displaystyle X} که شرایط اضافی زیر را ارضا می‌کند:
۱. (موضعی بودن): اگر {\displaystyle \{U_{i}\}} یک پوشش باز {\displaystyle X} باشد و اگر
{\displaystyle s,t\in F(U)} به گونه‌ای باشند که {\displaystyle s|_{U_{i}}=t|_{U_{i}}}
برای هر {\displaystyle U_{i}} آنگاه {\displaystyle s=t}.
۲. (ویژگی چسبندگی): اگر {\displaystyle \{U_{i}\}} یک پوشش باز {\displaystyle X} باشد و برای هر {\displaystyle i} یک مقطع {\displaystyle s_{i}\in F(U_{i})} داده شده باشد که برای هر {\displaystyle U_{i}} و {\displaystyle U_{j}} از این پوشش، داشته باشیم: {\displaystyle s_{i}|_{U_{i}\cap U_{j}}=s_{j}|_{U_{i}\cap U_{j}}}، آنگاه یک مقطع {\displaystyle s\in F(U)} وجود دارد که: {\displaystyle s|_{U_{i}}=s_{i}} برای هر {\displaystyle i}.

### نمونه‌ها
- اگر {\displaystyle X} یک فضای توپولوژیک دلخواه باشد، بافه تابع‌ها روی {\displaystyle X} بافه‌ای است که به هر زیرمجموعه باز {\displaystyle U} مجموعه تابع‌های حقیقی روی {\displaystyle U} را نظیر می‌کند یعنی{\displaystyle F(U)=\{f|f:U\to \mathbb {R} \}} و نگاشت تحدید {\displaystyle res_{V,U}} در اینجا همان تحدید تابع‌ها است. به دیگر سخن اگر {\displaystyle f\in F(U)} تابعی روی {\displaystyle U} باشد و {\displaystyle V\subseteq U} آنگاه {\displaystyle res_{V,U}(f)=f|_{V}\in F(V)} و چون {\displaystyle f} تابعی روی {\displaystyle U} است، بنابر تعریف: {\displaystyle res_{V,U}(f)=f|_{V}\in F(V)}.
- اگر {\displaystyle \mathbb {C} } فضای توپولوژیک اعداد مختلط باشد، بافه توابع هولومورف روی{\displaystyle \mathbb {C} } که آن را با {\displaystyle {\mathcal {O}}_{\mathbb {C} }} نشان می‌دهیم عبارت است از بافه‌ای که به هر زیر مجموعه باز ناتهی {\displaystyle U\subseteq \mathbb {C} } مجموعه تابعهای هولومورف روی {\displaystyle U} را نسبت می‌دهد. در این جا، {\displaystyle res_{V,U}} همان تحدید تابع‌ها می‌باشد. به زبان دیگر اگر {\displaystyle f\in {\mathcal {O}}_{\mathbb {C} }(U)} تابعی هولومورف روی {\displaystyle U} باشد و {\displaystyle V\subseteq U} آنگاه: {\displaystyle res_{V,U}(f)=f|_{V}} و چون {\displaystyle f} تابعی هولومورف است تحدید آن به زیر مجموعه {\displaystyle V} هم هولومورف خواهد بود یعنی {\displaystyle res_{V,U}(f)=f|_{V}\in {\mathcal {O}}_{\mathbb {C} }(V)}.

## ریخت‌ها
میان هر دو بافه، می‌توان یک ریخت تعریف کرد. اگر {\displaystyle {\mathcal {F}}} و
{\displaystyle {\mathcal {G}}} دو بافه روی {\displaystyle X} باشند، یک ریخت{\displaystyle \varphi :{\mathcal {F}}\to {\mathcal {G}}} عبارت است از:
- برای هر زیرمجموعه باز {\displaystyle U\subseteq X}، یک ریخت{\displaystyle \varphi (U):{\mathcal {F}}(U)\to {\mathcal {G}}(U)} در رسته {\displaystyle C}.
- برای هر شمول {\displaystyle V\subseteq U}، رابطه{\displaystyle res_{V,U}^{\mathcal {G}}\circ \varphi (U)=\varphi (V)\circ res_{V,U}^{\mathcal {F}}} برقرار است.

در اینجا، {\displaystyle res_{V,U}^{\mathcal {F}}} نگاشت تحدید {\displaystyle {\mathcal {F}}} و {\displaystyle res_{V,U}^{\mathcal {G}}} نگاشت تحدید {\displaystyle {\mathcal {G}}} است.

## بافه‌سازی
در حالت کلی پیش بافه‌ها، بافه نیستند. یعنی می‌توان پیش بافه‌هایی را یافت که شرایط اضافی بافه بودن را رعایت نمی‌کنند. برای نمونه روی {\displaystyle \mathbb {R} }، نگاشتی که به هر زیرمجموعه باز {\displaystyle U\subseteq \mathbb {R} } گروه آبلی {\displaystyle \mathbb {Z} } را نسبت می‌دهد یک پیش بافه است ولی یک بافه نیست. دلیل این امر این است که اگر مجموعه باز {\displaystyle U=U_{1}\cup U_{2}} را با {\displaystyle U_{1}=(1,2)} و {\displaystyle U_{2}=(3,4)} در نظر بگیریم، مقطع {\displaystyle 5} روی
{\displaystyle U_{1}} و مقطع {\displaystyle 7} روی {\displaystyle U_{2}} را نمی‌توان به هم چسباند.
به همین دلیل تلاش می‌شود که به هر پیش بافه، یک بافه نسبت داده شود و به این روند، بافه سازی گفته می‌شود. به زبان دیگر اگر {\displaystyle F} یک پیش بافه روی {\displaystyle X} باشد، می‌توان یک بافه {\displaystyle F^{+}} روی {\displaystyle X} ساخت که برای هر بافه {\displaystyle G} روی {\displaystyle X}، مجموعه ریخت‌های پیش بافه‌ای {\displaystyle F\to G} با مجموعه ریخت‌های بافه‌ای
{\displaystyle F^{+}\to G} برابر شود. به دیگر سخن:{\displaystyle Hom_{sheaf}(F^{+},G)=Hom_{presheaf}(F,G)}